# Siphamia tubifer
Siphamia tubifer är en fiskart som beskrevs av Weber, 1909. Siphamia tubifer ingår i släktet Siphamia och familjen Apogonidae. Inga underarter finns listade i Catalogue of Life.